# Benjamin Toniutti
Pour les articles homonymes, voir Toniutti.
Benjamin Toniutti, né le 30 octobre 1989 à Mulhouse (Haut-Rhin), est un joueur français de volley-ball.
Toniutti évolue à l’Arago Sète pendant quatre saisons (2009-2013). Il rejoint l'Italie et le club de Ravenne en 2013. Il y joue un peu plus d'une saison avant de signer en Allemagne début 2015, après un transfert avorté à Kazan fin 2014. Dès l'été suivant, il rejoint le club polonais de Kędzierzyn-Koźle où il devient un joueur majeur et remporte une Ligue des champions, quatre championnats, trois coupes, deux supercoupes en six saisons. À l'été 2021, il rejoint l'autre grand club polonais, Jastrzebski.
Avec l'équipe de France, il est deux fois vainqueur de la Ligue Mondiale (2015, 2017) et champion d'Europe en 2015. Il est le capitaine de l'équipe de France qui remporte son premier titre olympique, et sa première médaille aux Jeux, le 7 août 2021 aux Jeux de Tokyo 2020 en s'imposant en finale face aux joueurs du Comité olympique de Russie. 
Sa sœur Rina Toniutti est également joueuse de volley-ball.

## Biographie

### Enfance et formation
Benjamin Toniutti naît le 30 octobre 1989 à Mulhouse et possède des origines italiennes. Ses parents Cathy et Maurizio sont dirigeants du club de volley-ball de Pfastatt, près de Mulhouse, et l’amène à la discipline. Son père est son premier entraîneur,. Au sein du VB Pfastatt, Benjamin est surclassé dès ses sept ans. Il entre au même moment que Guillaume Ochala, avec qui il partage sa chambre, au Pôle espoirs à Strasbourg. 
En 2004, il est élu meilleur joueur minime à l’issue de la poule finale du championnat de France. La même année, passionné par son sport, Benjamin Tonuitti est jugé trop petit et recalé au stage de détection nationale à Toulouse pour intégrer le Centre national de volley-ball (CNVB) à Montpellier. Peu de temps après ce stage, l’espoir pfastattois est sacré meilleur passeur des Inter-Pôles à Besançon. Et, à la suite d'un désistement au CNVB, il est repêché pour être libero. Le plus jeune avec Kévin Le Roux qui entre en même temps que lui, les deux hommes font chambre commune. Remplaçant ou utilisé comme troisième passeur, Toniutti s'impose en deux ans.

### Débuts à Sète (2009-2013)
Sortant du Centre national de volley-ball, Benjamin reçoit plusieurs propositions de clubs de Ligue A pour être deuxième passeur, dont Sète. La crise aidant, le club revoit son budget à la baisse et fait des sacrifices sur certains postes, notamment celui de passeur. À vingt ans, il se retrouve donc titulaire en première division.
Lors de la saison 2010-2011, à 21 ans, Benjamin Tonuitti découvre la Coupe d'Europe.
En 2012-2013, Tonuitti découvre la Ligue des champions avec Sète. Deuxième de la phase régulière de Ligue A, Benjamin Tonuitti et son équipe perdent dès les demi-finales de la phase finale. Il s'agit de son dernier match avec l'Arago. Benjamin est tout de même élu MVP et meilleur passeur du championnat.

### Premières expériences étrangères (2013-2015)
Benjamin Tonuitti rejoint l'Italie et le PRC Ravenne à l'été 2013. Il y commence la saison 2014-2015.
Fin novembre 2014, le Français est transféré au Zenit Kazan, l’un des meilleurs clubs au monde, qui évolue dans le Championnat le plus fort et dispute la Ligue des champions. Mais le Français ne peut être utilisé en Coupe d'Europe,. En effet, inscrit sur les listes de la Confédération européenne (CEV) pour participer à la Coupe Challenge au début de la saison 2014-2015 avec Ravenne, il ne peut jouer avec une autre équipe, bien que n'ayant pas joué une seule minute dans l'épreuve,. Son contrat est cassé par le club russe début janvier 2015. Le Français n'a alors disputé que deux matches de Championnat russe, le All-Star Game et la finale de la Coupe.
À la fin de ce même mois, Benjamin Toniutti s'engage avec le leader du Championnat d'Allemagne, Friedrichshafen jusqu'à la fin de la saison 2014-2015. Il remplace Simon Tischer, blessé, et retrouve deux français : Baptiste Geiler et Jenia Grebennikov. Mais Toniutti ne peut toujours pas être utilisé en Coupe d'Europe.

### Six ans au ZAKSA (2015-2021)
En avril 2015, il annonce avoir signé dès la saison prochaine au club polonais de Kędzierzyn-Koźle.
Lors de la saison 2018-2019, Toniutti et son équipe atteignent les demi-finales de la Ligue des champions, stade jamais dépassé par le club. Le ZAKSA remporte la Coupe de Pologne face à Jastrzębski.
Au terme de la saison 2020-2021, Toniutti est le passeur et capitaine de son club. En mars 2021, il conserve la Coupe de Pologne gagnée en 2019 avant le Covid face au même Jastrzębski du français Yacine Louati. Malgré quatorze points au terme de la phase régulière du championnat national, il perd ensuite la revanche en finale des playoffs de la Plus Liga le mois suivant, malgré. En mai, le ZAKSA remporte sa première finale Ligue des champions contre Trente (3-1). Toniutti est le premier français vainqueur de la C1 en dix ans, depuis Renaud Herpe en 2010.
Auteur du triplé Supercoupe-Coupe-Ligue des champions, le français quitte le club en fin de cette saison 2020-2021 après six années. Benjamin Toniutti est alors considéré comme une star en PlusLiga, à l'instar d'un autre capitaine des Bleus dix ans plus tôt, Stéphane Antiga, et arrive dans la plénitude de son jeu à 32 ans. Il remporte dix titres avec Zaksa : une C1, quatre championnats, trois coupes, deux supercoupes,.

### Nouveau challenge au Jastrzębski (depuis 2021)
Fin juin 2021, après six années à Kedzierzyn-Kozle, Toniutti s'engage au même moment que son compatriote Stephen Boyer avec l'autre grand club du Championnat polonais, Jastrzebski,. Benjamin signe pour au moins deux saisons avec deux options pour prolonger d'un ou deux exercices supplémentaires. Sa famille se plaît alors en Pologne et sa fille aînée de six ans parle couramment polonais. Benjamin déclare : « J'avais besoin de me challenger, d'un nouveau défi pour continuer à progresser. Jastrzebski, comme Zaksa (Kedzierzyn), veut tout gagner. Sportivement, financièrement, familialement, c'est intéressant ».
Toniutti est en 2023 champion de Pologne. Il est également finaliste de la Ligue des champions où son club est dominé 3-2 par Kedzierzyn-Kozle dans une finale 100% polonaise, une première dans l'histoire de cette compétition.

### En équipe nationale
Benjamin Toniutti intègre la sélection nationale dès les équipes de jeunes. En 2006, il est vice-champion d’Europe juniors alors qu'il est encore cadet, puis champion d’Europe cadets en 2007 puis troisième des Mondiaux la même année et champion d’Europe juniors en 2008 avec une équipe dont il est le capitaine, aux côtés d'Earvin Ngapeth, Kévin Tillie et Kévin Le Roux.
Dès 2010, Benjamin connaît sa première cape en sélection A. Avec les Bleus, il enchaîne les compétitions : Ligue mondiale, Championnat du monde, Championnat d’Europe. Mais les Bleus ne se qualifient pas pour les JO de Londres. Fin juin 2013, il fait partie de l’équipe de France qui bat le Brésil (3-1), triple champion du monde en titre, 13 000 personnes à Sao Paulo lors de la cinquième journée de la Ligue mondiale. C’est la première fois depuis 20 ans qu’une équipe de France s’impose au Brésil.
Avec l'équipe de France au Mondial 2014, il atteint les demi-finales puis se classe quatrième.
En 2021, Benjamin Toniutti est en concurrence avec Antoine Brizard au poste de passeur en Bleu. « On est la seule nation au monde à avoir deux joueurs de cette qualité sur ce poste » avance, fin juillet 2021, Pascal Foussard, le manager tricolore. Comptabilisant 320 sélections fin juin 2021, Benjamin Tonuitti est capitaine de l'équipe de France qui remporte les JO de Tokyo. La France n'a auparavant jamais atteint les quarts de finale.

## Style de jeu
En 2018, Laurent Tillie, sélectionneur de l'équipe de France, déclare : « Benjamin est un des meilleurs passeurs du monde. C’est un passeur de petite taille, mais il apprend à jouer avec et à être propre au block. Et au niveau de la passe, il a des mains de fée, il est très précis. Il est calme et serein et transmet cette sérénité à l’équipe ».
En juillet 2021, Loïc Le Marrec, ancien passeur des Bleus, arrivé dans l'encadrement de l'équipe de France déclare : « Techniquement et tactiquement, Benjamin est au sommet de son art, avec l’expérience énorme qu’il a pu emmagasiner au fur et à mesure des années. Il est très posé et a toujours un petit coup d’avance sur ses adversaires ».

## Palmarès

### Titres et trophées
| Mondial | Européen | National |
| --- | --- | --- |
| - Jeux olympiques (2) - : 2020, 2024 - Ligue mondiale (2) - : 2015, 2017, 2022 - : 2016. - Championnat d'Europe (1) - : 2015. - Ligue des nations - : 2018. - Championnat du monde U19 - : 2007. - Mémorial Hubert Wagner - : 2017. - : 2018. | - Championnat d'Europe U19 (1) - : 2007. - Championnat d'Europe U21 (1) - : 2008. - : 2006. - Ligue des champions CEV (1) - Vainqueur : 2021. - Finaliste : 2023. | - Championnat de Russie (1) - Vainqueur : 2015. - Championnat d'Allemagne (1) - Vainqueur : 2015. - Championnat de Pologne (4) - Vainqueur : 2016, 2017, 2019, 2023. - Finaliste : 2018, 2021, 2022 - Coupe de Pologne (3) - Vainqueur : 2017, 2019, 2021. - Finaliste : 2016. - Supercoupe de Pologne (2) - Vainqueur : 2019, 2020, 2022 - Finaliste : 2017. - Championnat de France D1 - Troisième : 2010, 2011, 2012, 2013. - Championnat de France D3 - Finaliste : 2006. - Troisième : 2008. |

### Distinctions individuelles
Benjamin Toniutti est sacré meilleur passeur de la Ligue mondiale 2017 et de la Volley Nations League 2018.
Toniutti a obtenu pas moins de 18 récompenses personnelles au cours de sa carrière.
| Mondial | Européen | National |
| --- | --- | --- |
| - Ligue mondiale (2) - Meilleur passeur : 2015, 2017 - Ligue des nations (1) - Meilleur passeur : 2018 - Tournoi de qualification olympique (2) - Meilleur passeur : 2016 Berlin et 2016 Tokyo - Mémorial Hubert Wagner (1) - Meilleur passeur : 2017 | - Championnat d'Europe (1) - Meilleur passeur : 2019 - Championnat d'Europe U19 (1) - Meilleur passeur : 2007 | - Championnat de France D1 (3) - MVP : 2013 - Meilleur passeur : 2010, 2013 - Championnat de Pologne (3) - MVP : 2016, 2019 - Meilleure passeur : 2019 - Coupe de Pologne (3) - Meilleur passeur : 2016, 2017, 2019 - Championnat de France D2 (1) - Meilleur passeur : 2009 |

## Décorations
- Chevalier de la Légion d'honneur (2021)[22]
- Officier de l'ordre national du Mérite (2024)[23]

## Hommages
En août 2025, sur la commune de Pfastatt, le COSEC est rebaptisé en son honneur et une plaque est apposée sur le bâtiment.

## Vie privée
Benjamin Toniutti est marié et père de trois filles.